# Ada Kaleh
44°42′58″N 22°27′20″Ø / 44.71611°N 22.45556°Ø
Ada Kaleh (tyrkisk for "Fæstningsø") var en lille ø i Donau, som var bosat af tyrkere, og blev oversvømmet, da der i 1970 blev opført et vandkraftværk ved Jernporten. Øen lå ca. 3 km nedenfor Orşova og var 1,75 km lang og 0,4-0,5 km bred.
Stedet er nu beliggende på grænsen mellem Rumænien og Serbien